# Antonio Marzano
Antonio Marzano (ur. 18 lutego 1935 w Rzymie) – włoski ekonomista, nauczyciel akademicki i polityk, parlamentarzysta, od 2001 do 2005 minister ds. działalności produkcyjnej.

## Życiorys
Z wykształcenia prawnik, przez wiele lat pracował jako nauczyciel akademicki, wykładając ekonomię i finanse. W latach 1968–1971 był dziekanem wydziału ekonomicznego na Università degli Studi „Gabriele d’Annunzio”. W 1974 został profesorem na Uniwersytecie Rzymskim – La Sapienza, a w 1978 na Uniwersytecie LUISS w Rzymie. Na pierwszej z tych uczelni w latach 1974–1980 kierował instytutem studiów ekonomicznych. Opublikował około 150 prac naukowych (głównie z zakresu ekonomii). Był również prezesem przedsiębiorstwa Cofiri, a także członkiem organów zarządzających i nadzorczych przedsiębiorstw m.in. sektora bankowego.
W 1995 był kandydatem premiera Lamberta Diniego na ministra transportu, jednak odmówił objęcia tej funkcji. Zaangażował się w działalność polityczną w ramach Forza Italia. W 1996 i 2001 z ramienia tego ugrupowania uzyskiwał mandat posła do Izby Deputowanych XIII i XIV kadencji. Od czerwca 2001 do kwietnia 2005 sprawował urząd ministra ds. działalności produkcyjnej w drugim rządzie Silvia Berlusconiego.
Od 2005 do 2015 pełnił funkcję przewodniczącego Krajowej Rady Gospodarki i Pracy (CNEL), konstytucyjnego organu pełniącego funkcje doradcze.
Odznaczony m.in. Orderu Zasługi Republiki Włoskiej II klasy.